# Прапостојбина Словена
Прапостојбина или прадомовина Словена је простор на коме су се Стари Словени обликовали као народ са заједничким језиком, веровањима и обичајима. То обликовање Старих Словена као народа догодило се у времену пре сеобе Словена према Источном римском царству, то јест пре појављивања поузданих писаних записа о Старим Словенима. Прве писане вести о Старим Словенима на грчком језику и латинском језику са кратким писањем где они живе пред сеобу полазни су извори за одређивање приближног подручја прадомовине Словена у првој половини 1. миленијума нове ере. Пре писаних вести о Словенима, они су вековима, или миленијумима могли постојати као народ, далеко од граница римске државе, а простор прадомовине у тако великом временском периоду није лако замислити као непромењив. Прихватљивија је замисао да су се границе прапостојбине Старих Словена мењале током тог времена, то јест вероватно се прадомовина мењала, померала.
Појам Стари Словени означава све словенске народе у периоду пре примања хришћанства. Стари Словени у прапостојбини и првим вековима после сеобе из ње поштовали су више божанстава. Веровали су да њихови богови, од којих је врховни био Перун, управљају природом и људима, а свуда око себе видели су и деловање других натприродних бића.
У 12. веку у Кијевској Русији настала је тзв. Несторова хроника (Повест прошлих година), која описује да су се Словени раселили из Подунавља, то јест Подунавље је описано као њихова прапостојбина, али летопис је писан по узору на Библију и описује измишљену сеобу народа са југа из правца Вавилона. Ипак, упркос другим писаним изворима који су временски ближи сеоби Словена, а који указују да прапостојбина није била југозападно од Карпата, Несторово писање је вршило велики утицај на тражење прапостојбине.
Данас преовлађујућа, теорија о закарпатској прадомовини почела је потискивати теорију о прадомовини Словена на доњем Дунаву и у Панонској низији од тридесетих година 19. века и рада Словака Павела Јозефа Шафарика, Словенске старине (Славянских древностях 1837), у коме је он анализом историјских извора стварао теорију o словенској прапостојбини која се налазила северно и североисточно од Карпата, на територији Галиције, Подолије и Волиније. Та карпатска теорија о прапостојбини Словена значајно је уобличена у време рада Лубора Нидерлеа.
У V веку пре нове ере, Херодот је описујући Неуре и Будине (на подручју данашње Западне Украјине, источне Пољске и западне Белорусије) можда први описао Старе Словене, али мишљење Лубора Нидерлеа (1865-1944) и других да су Херодотови Неури и Будини преци Словена, то јест Словени није општеприхваћено међу историчарима. За разлику од писања Херодота, записи који су настали у 1. веку нове ере код Гаја Плинија и Корнелија Тацита прво су писање о Словенима у историји које није спорно. Око 77. године нове ере Плиније је писао о Венедима (Venedi), као народу источно од Висле. Око 100. године Тацит је писао о Словенима, али и он Словене спомиње под именом Венети и описује као суседе Германа. У 2. веку нове ере о Венедима, као народу источно од Висле и од Балтичког мора до Карпата писао је Клаудије Птолемеј, а према Појтингеровој карти која је настала према оригиналу из 3. века Венеди су били на подручју између Дњестра и горњег тока Висле.
Писање римских писаца послужило је као основа за настанак теорије да су Карпати на југу и Висла на западу били гранична подручја прапостојбине Словена.
За одређивање подручја прапостојбине Словена нису били довољни писани извори. Помоћ су покушали да дају и лингвисти. Посвећена је пажња речима које су заједничке у језицима Словена. На основу истраживања А. С. Будиловича, закључено је да нема заједничких речи које би говориле да су Словени када су обликовани у заједничкој прапостојбини били на обали мора и подручју високих планина. Поред тога истраживана су заједничка имена биљака, имена река, планина и друго. У 19. веку проблем је представљало питање имена букве код Старих Словена и њене распрострањености у време постојања прадомовине Словена. Нидерле је прихватио претпоставку да су Словени преузели име за букву (Fagus sivatiса) од Германа, a изгледало је да то говори да су касно дошли на подручје букових шума и реке Висле. Каснија истраживања показала су да је букових шума било вероватно до река Лабе и Сале. Покушао је да одреди подручје закарпатске прадомовине Словена.
На основу имена Дњепра, те његових притока Десне и Березине претпоставио је да је средње Подњепровље било део Прадомовине Старих Словена. У прадомовину је сврставао и подручје реке Припјата, али је претпоставио да севернија подручја уз реке Њемен и Двину вероватно нису насељавали Стари Словени, него преци Литванаца и Финаца, а исто је претпоставио и за подручје уз горњи Дњепар (то јест и подручје Смоленска било је вероватно изван прадомовине). У 20. веку теорија о закарпатској прадомовини Словена је преовладала, али је дошло и до мањих измена претпостављеног подручја где се она налазила. Рибаков је претпостављао да се прадомовина Словена протезала од Одре на западу до подручја Курска на истоку.

### Висланско-одранска теорија
Висланско-одранска хипотеза настала је још крајем XVIII века, али је оптималну научну аргументацију добила тек у радовима пољског лингвисте Тадеуша Лера-Сплавињског (1946), а многи лингвисти су деценијама доприносили њеном развоју. Према тој хипотези, као што се из самог назива може видети, територија прапостојбине Словена захвата простор између Одре и Висле, с тим што поједини лингвисти који тако гледају на дато питање допуштају да се преображај временом више излази из тих граница. Велика вриједност висланско-одранске хипотезе, посебно у тумачењу самог Лера-Сплавињског, у односу на многа друга гледишта о том питању, је врло разноврсна аргументација на којој се заснива и у оквиру које се узимају у обзир чињенице различитих наука. Као интересантан лингвистички аргумент може се навести податак да између Одра и Висле има много хидронима чија се основа среће и у подручју Дњепра, али тамо са деминутивним и хипокористичним суфиксима (нпр. У данашњој Пољској постоји ријека Коломња, а у Украјини Коломијка, у Пољској Осни, у Белорусији Осница и сл.), из чега се закључује да су основе млађе постанка изведене и да је територија на којој су ти водени токови насељени касније.
Као аргумент да су Словени живели на обали мора (претпоставља се - Балтичког) узима се чињеница да у свим словенским језицима постоји реч за море, приближно исте гласовне структуре. Додуше, многи лингвисти данас оспоравају тај аргумент и сматрају да се ријеч * тужити у прасловенском односила на већ стајаћу воду, дакле језера, мокре и слично.

### Средњодњепарска теорија
Средњодњепарску хипотезу заступали су Лубор Нидерле, Казимјеж Мошињски, Макс Фасмер и други слависти, а у другој половини XX века највише присталица имали су у Совјетском Савезу. У њиховим радовима (посебно у раду Федота П. Филина) истиче се да прасловенски речнички фонд односи на реалије својствене шумском и степско-шумском појасу, која данас углавном одговара јужној Белорусији и северној Украјина. Српски еквиваленти тих прасловенских речи били би ријечи језера, блато, дубрава, борик и др., Затим називи дрвећа: бреза, јасика, орах, липа, врба .. називи дивљих животиња, птица и ријечних риба: медвед, лисица, вук, рис, јелен .. гуска, лабуд, врана .. сом, штука, лосос ... и др. С друге стране, на основу анализе словенске лексике, закључено је да у прасловенском језику није било ријечи које означавају реалије везане за море (нпр. За морске рибе), нити ријечи које би указивале на степу, а слабо су представљене и ријечи које би се односиле на планински рељеф (са чиме се неки савремени слависти, као Олег Н. Трубачов, не слажу, наводећи много контрааргумената).

### Дунавско-панонска теорија
У новијој славистици оживљава интересовање за једну од најстаријих хипотеза о прапостојбини Словена Дунавско-панонску (балканску) хипотезу, која је почетком 20. века заснована на летописном податку из 12. векa (Повест минулих лета) о томе да су Словени у давна времена насељавали простор дунавско-панонске низије, прије него што су поједина словенска племена (Моравци, Чеси, Бели Хрвати, Срби, Хорутани, Љахи, Љутићи и остали) прапостојбину. Пошто тај податак није имао јачу потврду из неког другог извора, хипотеза је временом маргинализована као неаргументована и без. научне веродостојности. Међутим, у савременој славистици (нпр. У радовима ОН Трубачова, ВП Кобичева, Л. Трбуховић и др.) Та стара идеја је почела све убедљивије да се оснажује лингвистичким, историјским, етнографским и другим аргументима. Тако се, на пример, скреће пажња на сличност назива племена Венета из сјеверног Јадрана (упориште данашњег назива за Венецију) и једног од словенских етнона - Венеди, а посебно на чињеницу да се у поменутом годишњаку изричито каже да су се Словени звали Норци (док су живјели на Дунаву), а више античких извора спомиње уз Ските и народ Неури, док је историјски познато да су у 4. веку п. н. е. Келти разорили провинцију Норик у горњем Подунављу (већина савремених слависта узима као чињеницу да је прасловенски језик средином првог миленијума прије Христа био формиран). Не зна се тачно шта је било са становништвом Норика: да ли је страдало, или је било асимиловано, или се распршило на различите стране прије Келтске најезде, или је емигрирало у одређеном смјеру. Није поуздано утврђена ни етничка припадност становништва Норика; претпоставља се да је могло бити северноилирско или етнички мешовито. Идеја о подунавској прапостојбини Словена подразумевала би закључак да су словенске сеобе на југ у 6. веку у ствари биле сеобе у смјеру из којег су Словени десетину векова раније отишли на север, уз могућност да неки никада нису напустили територију старе постојбине. Другим речима, хипотеза о подунавској прапостојбини Словена не мора бити неспојива са неким другим хипотезама, имајући у виду да се територија прапостојбине могла у далекој прошлости и значајно мењати, тј. ако се претпостави да постоје две прапостојбине Словена. Подунавска прапостојбина је у том случају могла да претходи некој каснијој.